# 蓝天路站
蓝天路站位于上海浦东新区杨高中路与云山路交汇处，为上海轨道交通9号线和上海轨道交通14号线的换乘站，临近碧云体育公园，因与杨高中路平行的蓝天路而得名。9号线车站于2017年12月30日开通运营，14号线车站于2021年12月30日开通运营，本站采用节点换乘。

## 车站结构

### 车站楼层
蓝天路站共有4层。地面为车站出口，地下一层为车站大厅，地下二层为14号线站台，地下三层为9号线站台。车站采用节点换乘。
| 地面层   | 出入口             | 1-2、4-6出入口                   |  |  |
| 地下一层 | 站厅               | 票务服务、自动售票机、人工服务台 |  |  |
| 地下二层 |                    | █ 14号线 往封浜（云山路）        |  |  |
|          | 岛式站台，左侧开门 |                                  |  |  |
|          |                    | █ 14号线 往桂桥路（黄杨路）      |  |  |
| 地下三层 |                    | █ 9号线 往上海松江站（芳甸路）   |  |  |
|          | 岛式站台，左侧开门 |                                  |  |  |
|          |                    | █ 9号线 往曹路（台儿庄路）       |  |  |

## 车站出口
蓝天路站目前开放5个出入口，各出入口如下所示：
| 出口编号            | 出口指示         | 照片 |
| ------------------- | ---------------- | ---- |
| 1 · 出口            | 杨高中路，云山路 |      |
| 2 · 出口 · （设有） | 杨高中路，云山路 |      |
| 4 · 出口            | 蓝天路，云山路   |      |
| 5 · 出口            | 杨高中路，云山路 |      |
| 6 · 出口 · （设有） | 杨高中路，云山路 |      |
| 图例： 设有         |                  |      |